# Лашкевич, Александр Степанович
Александр Степанович Лашкевич (19 июля 1842, Брахловская волость, Новозыбковский уезд, Черниговская губерния, Российская империя — 31 октября 1889, Киев, Российская империя) — историк литературы, издатель, литератор, редактор журнала «Киевская Старина».

## Биография
Происходил из древнего казацко-старши́нского рода, восходившего к XVI в., в начале XVII века переселившегося в Малороссию. Дворянин. Родился в с. Брахлове (ныне — Климовский район, Брянская область, Россия), главном имении его прадеда, потом перешедшего к нему по наследству. Детство и юность Лашкевича прошли в Киеве. Образование получил в 1-й киевской гимназии, а затем в университете с. Владимира, который окончил в 1864 г. со степенью кандидата историко-филологического факультета. Поступил на службу в канцелярию киевского генерал-губернатора, впоследствии был назначен мировым посредником в одном из уездов Киевской губернии. Позже стал председателем съезда мировых посредников в Гайсинском уезде Подольской губернии. Затем поселившись в своëм имении в Брахлове, А. С. Лашкевич посвятил себя общественной деятельности в качестве губернского и уездного земского гласного и мирового судьи Черниговской губернии. Стал попечителем открытого в Новозыбкове реального училища.

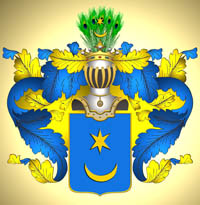
Герб Лашкевичей

В начале 1886 переехал в Киев и стал сотрудничать с ежемесячным историко-этнографическим и литературным журналом «Киевская Старина», опубликовал в нëм несколько статей. Когда первый издатель и редактор журнала Ф. Г. Лебединцев серьëзно заболел и прекратил выпуск «Киевской Старины», Александр Степанович Лашкевич, приобрел у него журнал и с 1888 взял издание журнала на себя.
Не щадя своих средств и личных интересов, направил все силы на повышение престижа журнала, стал привлекать к работе с ним лучших сотрудников. Направлял деятельность издания на всестороннее изучение истории, характерных особенностей народного мировоззрения, художественного творчества, историко-бытовых отношений в Южной Руси. Вскоре под его редакторством журнал превратился в крупное литературное предприятие и издание, широко известное не только в Российской империи, но и за её пределами.
В «Киевской Старине» поместил несколько статей по истории Южной Руси.
Был избран действительным членом киевского общества летописца Нестора.
В 1889 г. здоровье Лашкевича пошатнулось и он вынужден был уехать на лечение в своё имение. Вернувшись в Киев, внезапно умер 31 октября 1889 г.
Был похоронен на кладбище у церкви Св. Николая на Аскольдовой могиле в Киеве.